# آرتمیس پبدنی
آرتمیس پبدنی (به انگلیسی: Artemis Pebdani) (زاده ۲ اوت ۱۹۷۷) بازیگر آمریکایی ایرانی‌تبار است که بیشتر برای ایفای نقش آرتمیس در سریال فیلادلفیا همیشه آفتابی است و نقش سوزان راس در رسوایی معروف است.

## اوایل زندگی
پبدنی در تگزاس متولد و بزرگ شده‌است. والدین او ایرانی بودند که پنج سال قبل از انقلاب، ایران را ترک کردند. وی مدرک کارشناسی هنرهای زیبای خود را در تئاتر از دانشگاه متودیست جنوبی دریافت کرد.

## فیلم‌ها
- فیلادلفیا همیشه آفتابی است در نقش آرتمیس (۱۵ قسمت)
- رسوایی در نقش سوزان راس (۱۹ قسمت)
- ویدئوی سکس در نقش کیا
- رفیق در نقش سفایر
- زمان رنگین کمانی در نقش جاستین
- کارشناسان سکس در نقش فلو پکر (۷ قسمت)
- آشنایی با مادر در نقش آنا (۳ قسمت)[۳]
- سوپر مارکت در نقش پرستار الا (۱ قسمت)
- مأموران شیلد در نقش ال تی کونینگ (۱ قسمت)[۴]
- تو بدترینی در نقش کاسیا (۱ قسمت)
- دختر جدید در نقش مارتا (۱ قسمت)
- بروکلین نه-نه در نقش کارلن (۱ قسمت)
- داستان زندگی هوپ در نقش خواننده تاروت (۱ قسمت)
- خانواده امروزی در نقش بتانی (۲ قسمت)
- دکتر هاوس در نقش دیان (۱ قسمت)
- قواعد نامزدی در نقش مستخدم (۱ قسمت)
- بتی بی‌ریخته در نقش ریتا (۱ قسمت)
- مرد آینده در نقش دکتر مینا احمدی (فصل دوم و سوم)